# Ivy (album)
Ivy è il settimo album in studio della cantante italiana Elisa, pubblicato il 30 novembre 2010 dalla Sugar Music. Secondo concept album  della cantante, segue la formula già sperimentata con Lotus, con la presenza di brani inediti, cover e riarrangiamento di brani provenienti da progetti precedenti.

## Descrizione
Il progetto discografico è stato concepito come un concept album autobiografico, pubblicato esclusivamente in formato CD+DVD, oltre che digitale, composto da diciassette tracce, di cui tre inediti (Sometime Ago, Fresh Air e Nostalgia), quattro cover (1979 degli Smashing Pumpkins, Pour Que l'Amour Me Quitte di Camille, Ho messo via di Ligabue e I Never Came dei Queens of the Stone Age) e dieci brani riarrangiati da precedenti progetti discografici della cantautrice. La cantante ha raccontato il significato del progetto e la scelta del titolo:
(da un'intervista a Elisa a Rockol)
Nel progetto discografico sono presenti due collaborazioni con Giorgia in Pour Que l'Amour Me Quitte, e Fabri Fibra in Anche se non trovi le parole, rimaneggiata e intitolata Anche tu, anche se (non trovi le parole). Nel progetto la cantante è accompagnata dal Piccolo Coro Artemìa, coro all’epoca composto da coriste e coristi dai 13 ai 20 anni, scelta descritta dalla stessa cantautrice:
(da un'intervista a Elisa a Rockol)

### Il documentario
Oltre al CD Ivy contiene un DVD con un documentario intitolato Ivy - the Film diretto dal regista islandese Denni Karlsson, già collaboratore dei connazionali Sigur Rós per il loro progetto Heima, e prodotto dalla AngelFilm di Marco Salom. Il docufilm è costituito da parti in cui Elisa spiega come sia stato sviluppato il progetto e come siano nati i brani inediti in esso contenuti, alternate ad altre parti realizzate come videoclip musicali (varie riprese sono accompagnate dalle canzoni nelle versioni presenti sul CD) e due dal vivo (contenuti nell'EP pubblicato su iTunes).
Le riprese per il documentario sono state effettuate il 3 ottobre 2010 in Val Canali, presso il laghetto Welsperg, in Trentino, e il 4 ottobre 2010 in Val di Sella, sempre in Trentino, nei pressi delle sculture di Arte Sella, dove è stato ricreato un piccolo concerto con un pubblico di circa duecento comparse, la band al completo e il Piccolo Coro Artemìa che ha partecipato alla registrazione dell'album.

## Promozione e pubblicazione
L'album è anticipato dal singolo in inglese Nostalgia e, come anche per Heart, da una serie di video pubblicati su YouTube (tratti dal DVD), a partire dal 24 novembre 2010 (uno al giorno fino all'uscita dell'album, per un totale di sei filmati). In seguito, sempre su YouTube, sono stati pubblicati altri spezzoni sempre tratti dal DVD. Il secondo singolo estratto dall'album è Sometime Ago, uscito il 28 gennaio 2011.
La pubblicazione del disco è supportata, come è stato anche per Lotus, da un tour teatrale, partito il 4 marzo 2011 da Roma.
Durante la manifestazione dei Wind Music Awards 2011 Elisa presenzia per ritirare il premio "CD Platino" per Ivy e canta i brani Sometime Ago, Fresh Air, Qualcosa che non c'è, Ti vorrei sollevare con Giuliano Sangiorgi e Basta così coi Negramaro.

## Accoglienza
Paola Ciaramella di Fanpage.it rimane piacevolmente colpita dalla volontà di rivisitare brani precedentemente pubblicati, scrivendo che «ogni canzone rimanda a frammenti di vita e ricordi impressi nella memoria, rivissuti però con la maturità di oggi», soffermandosi sulla scelta di avere brani «in inglese, in italiano e in francese, che l’artista ha scelto tra il suo repertorio e tra quello di colleghi importanti».
Rockol scrive che si tratti di «un disco principalmente acustico, sulla strada che Elisa aveva intrapreso con Lotus», trovando positiva la novità nell'uso del coro di accompagnamento alla voce della cantautrice.

## Tracce
Testi e musiche di Elisa Toffoli, eccetto dove indicato.
1. Lullaby – 4:11
2. Sometime Ago – 4:24
3. Fresh Air – 3:11
4. Ti vorrei sollevare – 4:28
5. Una poesia anche per te – 5:21
6. Nostalgia – 4:54 (musica: Elisa Toffoli, Andrea Rigonat) – in versione Radio Edit nell'edizione iTunes
7. Qualcosa che non c'è – 5:19
8. Rainbow – 4:30
9. Gli ostacoli del cuore – 4:24 (Luciano Ligabue)
10. 1979 – 4:22 (Billy Corgan)
11. Pour Que l'Amour Me Quitte (feat. Giorgia) – 3:15 (Camille Dalmais)
12. Anche tu, anche se (non trovi le parole) (feat. Fabri Fibra) – 5:16 (testo: Elisa Toffoli, Fabrizio Tarducci – musica: Elisa Toffoli, Andrea Rigonat)
13. It Is What It Is – 4:22
14. Eppure sentire (un senso di te) – 3:40 (musica: Paolo Buonvino)
15. Ho messo via – 3:50 (Luciano Ligabue)
16. I Never Came – 4:23 (Joey Castillo, Josh Homme, Troy Van Leeuwen)
17. Forgiveness – 4:26

Traccia bonus nella versione iTunes
1. Nostalgia – 4:54 (musica: Elisa Toffoli, Andrea Rigonat)

EP bonus nella versione iTunes
1. Lullaby (live) – 4:21
2. Rainbow (live) – 5:43
3. Forgiveness (video) – 4:27

## Formazione
- Elisa – voce, programmazione, loop percussioni (traccia 10), pianoforte (tracce 1, 3, 7, 10, 16)
- Max Gelsi – basso
- Andrea Rigonat – chitarra, programmazione
- Andrea Fontana – batteria, percussioni
- Gianluca Ballarin – organo Hammond, armonium
- Simone Bertolotti – pianoforte, glockenspiel, mellotron
- Giorgia – voce (traccia 11)
- Davide Rossi – archi (tracce 1 e 8)
- Mauro Pagani – violino (traccia 13)
- Rita Marcotulli – pianoforte (traccia 3)
- Elisabetta Maineri – flauto (traccia 3), cori
- Nicole Pellicani e Silvia Smaniotto – Vocalist
- Piccolo Coro Artemia di Torviscosa (diretto da Denis Monte) così come specificato sul disco stesso, il nome dei coristi che hanno partecipato alla registrazione dell'album:

Coristi: Andrea Canesin, Alessandro De Luca, Luca Zamaro
Coriste: Sara Baldassi, Jessica Bavaro, Samantha Bertoz, Laura Brun, Francesca Devescovi, Valentina Devescovi, Nicole Di Meglio, Giorgia Fabrici, Carlotta Festa, Alessia Gambacorta, Ambra Ietri, Elisabetta Livon, Selina Mondolo, Elisa Morandin, Anna Morsut, Giorgia Ontani, Claudia Palumbo, Marta Peloi, Alexa Pinatto, Giulia Polidori, Tiblet Quaini, Angie Rinaldi, Angelica Sculac, Elisa Tolloi, Sara Zocca

## Successo commerciale
A poche ore dalla sua pubblicazione, l'album raggiunge la prima posizione della classifica di iTunes, rimandovi per nove giorni consecutivi. Nelle due settimane a seguire mantiene una posizione che si alterna tra il primo e il secondo posto nella stessa classifica. Successivamente alla prima settimana di commercializzazione Ivy esordisce alla posizione numero 4 nella classifica FIMI.
Alla penultima settimana del 2010 (quinta in classifica) Ivy viene certificato disco d'oro (oltre 30 000 copie vendute). All'ultima settimana di gennaio 2011 (nona in classifica) Ivy viene certificato disco di platino (oltre 60 000 copie vendute). Nella classifica annuale degli album FIMI/GfK relativa al 2011 Ivy si è classificato il 38º progetto discografico più venduto.

## Classifiche

### Classifiche settimanali
| Classifica (2010) | Posizione massima |
| ----------------- | ----------------- |
| Italia            | 4                 |

### Classifiche di fine anno
| Classifica (2011) | Posizione |
| ----------------- | --------- |
| Italia            | 38        |

## Date di pubblicazione
| Paese         | Data             | Formato               | Etichetta |
| ------------- | ---------------- | --------------------- | --------- |
| Stati Uniti   | 30 novembre 2010 | download digitale     | Sugar     |
| Australia     | 30 novembre 2010 | download digitale     | Sugar     |
| Canada        | 30 novembre 2010 | download digitale     | Sugar     |
| Danimarca     | 30 novembre 2010 | download digitale     | Sugar     |
| Finlandia     | 30 novembre 2010 | download digitale     | Sugar     |
| Giappone      | 30 novembre 2010 | download digitale     | Sugar     |
| Grecia        | 30 novembre 2010 | download digitale     | Sugar     |
| Irlanda       | 30 novembre 2010 | download digitale     | Sugar     |
| Norvegia      | 30 novembre 2010 | download digitale     | Sugar     |
| Nuova Zelanda | 30 novembre 2010 | download digitale     | Sugar     |
| Portogallo    | 30 novembre 2010 | download digitale     | Sugar     |
| Regno Unito   | 30 novembre 2010 | download digitale     | Sugar     |
| Spagna        | 30 novembre 2010 | download digitale     | Sugar     |
| Svezia        | 30 novembre 2010 | download digitale     | Sugar     |
| Italia        | 30 novembre 2010 | CD, download digitale | Sugar     |
| Svizzera      | 17 dicembre 2010 | CD, download digitale | Sugar     |